# Porocottus leptosomus
Porocottus leptosomus és una espècie de peix pertanyent a la família dels còtids.

## Descripció
- La femella fa 4,56 cm de llargària màxima.
- Nombre de vèrtebres: 33-34.
- Aleta caudal arrodonida.[5]

## Hàbitat
És un peix marí, demersal i de clima temperat.

## Distribució geogràfica
Es troba al mar Groc: Corea.

## Observacions
És inofensiu per als humans.